# MF (entreprise)
Pour les articles homonymes, voir MF.
 (mai 2022).
Motif : entreprise - modèle(s) : séparer en deux articles (avec leur infobox).
MF est un constructeur de motos français.

## Histoire
La société MF (pour « Moto française ») est née de la rencontre entre Louis Boccardo, fondateur de BFG, et d'un industriel de l'imprimerie en 1981. Avec l'aide des Ateliers de construction Siccardi, ils mettent au point une moto sur une base de moteur automobile de Citroën Visa. Le moteur est un bicylindre boxer de 652 cm3 développant 35 ch inséré dans un cadre double berceau. La boîte de vitesses et la transmission acatène ont été empruntées à la Moto Guzzi V50.
Deux modèles différents sont sortis des chaînes de Vendôme : un modèle basique, un autre muni d'un carénage enveloppant. Un troisième modèle, un trail, restera à l'état de prototype.
En 1983, la production s'arrête après 90 machines.